# Preservación de películas

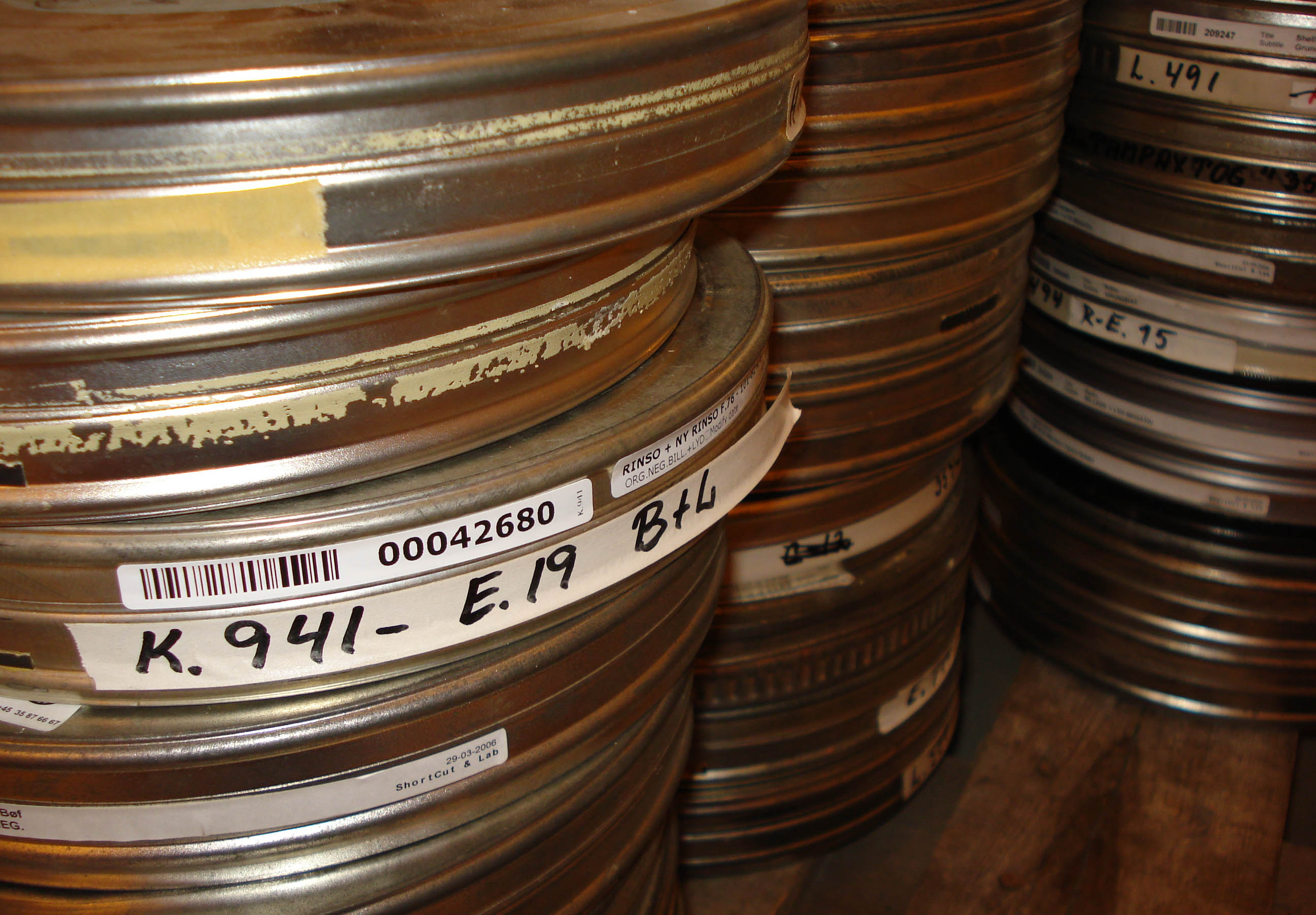
Contenedores apilados llenos con rollos de películas de cine.

La preservación de películas consiste en rescatar películas de cine deterioradas y preservar las imágenes que contengan. Ha sido emprendido por historiadores del cine, archiveros, museos, filmotecas y organizaciones sin fines de lucro. En un sentido amplio, actualmente la conservación asegura que una película seguirá existiendo de forma lo más cercana posible con su versión original.
Por muchos años, el término «conservación» solía ser sinónimo solo de «duplicación». El objetivo de los conservacionistas era crear una copia duradera sin una pérdida significativa de la calidad. Ahora, la conservación de películas engloba los conceptos de manejo, duplicación, almacenamiento y acceso. El archivero busca proteger la película y compartir su contenido con el público.

## Cintas magnéticas
La cinta magnética difiere en sus características de los documentos de papel y otros tradicionales que comúnmente se encuentran en las bibliotecas. La cinta magnética está constituida por un soporte de plástico recubierto por partículas microscópicas que generalmente son de óxido de hierro con un aglutinante resinoso. El ancho varía entre 1 y 50 mm y de 25 a 125 milésimas de mm de grosor.

## Cintas de película
Las cintas de película conocidas también como filme, películas cinematográficas o como “film” en el idioma inglés son una serie de imágenes fijas que al proyectarse en una pantalla consecutivamente en una sucesión rápida, creará la ilusión óptica de imágenes en movimiento, dándole vida a dichas imágenes. Las cintas de película comenzaron a crearse y desarrollarse en el siglo XIX y han evolucionado en el siglo XX y XXI.

## Soportes y medios
El soporte de las cintas de película es la base transparente y flexible sobre la que se aplican las emulsiones fotográficas para fabricar la película. Por tanto, el soporte es el material que proporciona las características necesarias para que la capa sensible de la cinta pueda usarse al ser reproducida.

### Soporte de Nitrato de celulosa
Es el primer material utilizado. Como era altamente inflamable se dejó de utilizar en 1950, además era químicamente inestable en condiciones de alta humedad y exceso de calor, este material se puede descomponer o convertirse en auto combustible.

### Soporte de Acetato de Celulosa
En 1910 Kodak presentó la película de acetato, cuyas características mecánicas eran muy diferentes a las de nitrato de celulosa. Pero es en 1922 que Kodak y Pathé presentaron nuevos formatos de películas más pequeños estos se desarrollan para sustituir el nitrato de celulosa. A este se le llamó soporte de seguridad debido a que era más seguro que el nitrato de celulosa.

### Soporte de Poliéster
(Plástico sintético) este soporte se utiliza prácticamente para películas positivas, muchas de las películas para duplicación y algunas películas especiales. Su nombre completo es polietileno tereftalato y fue descubierto en 1941, aunque la industria lo comercializó unos años más tarde, incluso, la compañía que lo introdujo fue Fuji. La duración en almacenamiento es muy superior a la de las películas de acetato ya que el poliéster es más fuerte que el tri-acetato. El soporte de poliéster es altamente resistente, tiene estabilidad química, dureza, resistencia a la rotura, flexibilidad entre otras características.

## Deterioro
El deterioro de una película se basa, principalmente, en la inestabilidad química de esta. El soporte fílmico y la imagen que reproduce son los dos elementos más aptos a degradarse con el tiempo, debido a su poca resistencia química y las condiciones de las diferentes películas varían dependiendo de la conservación de estas, del lugar donde se las ha mantenido almacenadas y de las condiciones de humedad y temperatura.

### Agentes de deterioro y tipo de daño sobre los soportes y medios
Al deteriorarse una cinta de película, lo que está ocurriendo es una inestabilidad química en el filme en el cual se afecta el soporte y la imagen que se reproduce y esto es por la poca resistencia química. 
Las características sensitométricas de prácticamente todos los materiales fotográficos varían gradualmente con el tiempo, provocando pérdida de sensibilidad, cambio de contraste, aumento del nivel de velo, desviación del equilibrio de color entre otros, estos pueden dividirse en agentes de deterioro físico y biológico. Algunos agentes de deterioro pueden ser:

### Físicos
- Almacenamiento: El almacenamiento inapropiado causará cambios importantes en la calidad del color y en la sensibilidad de las cintas de película.
- Exposición radiación (rayos x): La película puede tolerar una cierta exposición a los rayos X, pero una cantidad excesiva producirá un velo (aumento de la densidad del soporte y un notable aumento del grano). La exposición a la radiación ambiental.
- Condiciones de temperatura: Se debe de evitar las altas temperaturas o la exposición a los rayos solares. La película sin revelar debe mantenerse fría para conservar su calidad, preferiblemente a 13 °C (55 °F). Mantener bajas temperaturas en ciertos casos.
- Evitar la "regresión de la imagen latente": Produce perdida de sensibilidad y contraste.[4]
- Rotura: Separación en dos o más partes de la película.
- Pérdida: Desaparición, de tamaño variable, de una sección, en un cuadro o en la película.
- Arrugas: Pliegue regular o irregular que provoca deformación.
- Quemaduras: En forma de ampollas o roturas por acción del calor emitido por el proyector.
- Rayones en base: Incisión de poca, mediana o gran profundidad del lado del soporte fílmico.
- Rayones en emulsión: Incisión de poca,  mediana o  gran profundidad del lado de la emulsión.
- Daños en perforaciones: Roturas en la zona de perforaciones.
- Daños en orillas: Roturas o pérdidas en las zonas aledañas a las perforaciones.[5]

### Biológicos
- Condiciones de humedad: Debe de haber una exposición a la humedad relativa menor del 60% cuando la cinta de pelícucas este almacenada. Esto para retener las propiedades óptimas de la cinta de película. Puede crear marcas por los desniveles de humedad. La baja humedad crea estática y atrae la suciedad.
- Exposición a bacterias y hongos: es cuando los microorganismos unicelulares (hongos y bacterias) devoran la parte esencial del celuloide, la llamada "gelatina". Cuando este componente se disuelve, todos los microorganismos lo devoran en unos 3 días.
- Exposición a químicos gases y sus vapores: es importante limitar o prevenir la exposición a productos químicos cómo formaldehído, sulfuro de hidrógeno, dióxido de azufre, amoníaco, peróxido de hidrógeno) y vapores (de disolventes, bolas antipolillas, limpiadores, trementina, protectores contra el moho y los hongos) ya que pueden modificar la sensibilidad de las emulsiones fotográficas.[4]
- Presencia de insectos: algunos insectos se alimentan de celulosa, por lo que son agentes que atacan el soporte fílmico, provocando pérdidas.[5]

La preocupación por el deterioro llevó a la realización de algunos cambios para la conservación de películas e impedir la degradación:
- Se cambió el soporte fílmico que existía a poliéster
- En 1953, el formato de 35 mm pasó a ser de acetato de celulosa[6]

El uso del poliéster era ya era muy notable, mientras que el acetato de celulosa, que se seguía utilizando, daba otros problemas, en especial, el problema que surgió a raíz del uso de esta sustancia química, conocido como síndrome del vinagre. Otro problema surgido que degrada los filmes lo originan los microorganismos unicelulares presentes en la naturaleza, ya que estos hongos y bacterias devoran la parte esencial del celuloide, la llamada «gelatina». Cuando este componente se disuelve, todos los microorganismos lo devoran en unas 72 horas

## Síndrome del vinagre
El síndrome del vinagre es un proceso de deterioro de la cinta de celuloide, por el cual, a causa de las condiciones de humedad y de temperatura (principalmente el calor), el material del que se compone la cinta de celuloide pasa a ser ácido acético (CH3COOH) y deteriora toda la película en un proceso irreversible. La producción de este ácido es el factor responsable del característico olor a vinagre en dicho proceso de deterioro.
La primera vez que se registró un caso así fue en 1948, debido a las antedichas condiciones de humedad y calor.
Este proceso cuenta con diferentes fases y grados:
- Primera fase: Emisión del ácido acético y la producción del olor a vinagre.
- Segunda fase: La base hecha de plástico que tiene la película comienza a quebrarse, encogerse y perder la flexibilidad debido a la emulsión de esta.
- Tercera fase: Dependiendo del grado de deterioro y de emulsión que tenga, se puede llegar a esta tercera fase, en la que la película se cristaliza y libera las burbujas líquidas de los diferentes aditivos que se encuentran en el material del film. En esta fase, el deterioro de la película es irreversible y se imposibilita su proyección en salas de cine o por cualquier otro procedimiento. En el caso de que la película sea en color, los tintes se derraman y se tornan a tonos azulados o rosados.

Actualmente no existe ninguna forma de detener este proceso ya una vez alcanzado su máximo grado.

## Recomendaciones en relación con la preservación de películas
1. Temperatura: Se debe de evitar las altas temperaturas o la exposición a los rayos solares. La película sin revelar debe mantenerse fría para conservar su calidad, preferiblemente a 13 °C (55 °F). Mantener bajas temperaturas en ciertos casos.
2. Humedad Relativa: Debe de haber una exposición a la humedad relativa menor del 60% cuando las cintas de película estén almacenada. Esto para retener las propiedades óptimas de la cintas de película. Puede crear marcas por los desniveles de humedad. La baja humedad crea estática y atrae la suciedad y es lo que se quiere evitar.
3. Manejo de plagas: Es cuando los microorganismos unicelulares (hongos y bacterias) devoran la parte esencial del celuloide, la llamada "gelatina". Cuando este componente se disuelve, todos los microorganismos lo devoran en unos 3 días, así que es importante mantener las condiciones idóneas para que este fenómeno disminuya o no ocurra.
4. Almacenamiento: No debe guardar las cintas de película en altas cantidades de humedad ni debe de estar expuesto a altas temperaturas. Guardar las cintas de película en un cartucho libre de ácido y en posición vertical.
5. Manipulación: Para un mejor manejo y conservación de la cinta de película esta no debe de colocarse en áreas calientes, o directamente expuestas a la luz solar. Deben de estar lejos de áreas abiertas como ventanas y puertas. Las películas deben de estar en un lugar donde haya una temperatura bastante homogénea. Maneje las cintas de película con cuidado por las esquinas para evitar cambios localizados de sensibilidad de la película provocados por las huellas dactilares. No se debe de doblar la película ya que esto provoca cambios de sensibilidad. Mantenga limpias las superficies sobre las que se desplaza la película para evitar abrasiones en el soporte o la emulsión de la película.
6. Desastre que involucra agua: Si las cintas de película llegaran a caer por mucho tiempo en agua, es preciso enjuagar y sumergir la cinta en agua fría y limpia. Guardar la cinta de película en un lugar frío para detener el crecimiento de moho. El dejar que la cinta seque por sí sola puede ocasionar que se formen hongos, ya que no tenemos idea de lo limpia o sucia del agua o de los microorganismos que pudieran estar presentes. Debe tener cuidado al abrir la cinta para limpiarla, esta puede estar pegada a otra parte de la cinta y la puede romper si se le hace mucha fuerza.[4]

## Restauración
La mayoría de restauraciones se llevan a cabo en los laboratorios cinematográficos. Esta práctica intenta restaurar una película defectuosa o duplicados de ella, con el objetivo de mejorarla y conservarla para las generaciones futuras. A veces se usa el método de etalonaje para recuperar los tonos de color que puedan llegar a tener las películas, dotándolas de color (la práctica habitual de esta es, actualmente, el etalonaje digital) 
El proceso se lleva a cabo siguiendo distintas fases:
1. Se evalúa el material que se ha adquirido. En el laboratorio se apunta y se desarrolla una ficha técnica de toda la película, se reconocen los síntomas que pueda tener esta —uno de los cuales es el síndrome del vinagre, el más común y prácticamente el que muestran todas las películas de este tipo—, y se rehabilitan los negativos o positivos que dispone el filme. Posteriormente, se procede a inyectar desecantes y se sella en una caja para que surja su efecto, luego de dos meses se destapa y la película estará recuperada. Puede surgir el caso de que esto no sea así, en ese caso se deberá de hacer fotoquímica fotograma por fotograma manualmente.
2. (Solo aplicable a películas en blanco y negro, si hay una corrección de color, el paso del revelado va después del etalonaje). Luego se hace el revelado como tal, una parte del proceso durante la que se cambia el soporte de la película. Para ello, primero se analizan los componentes químicos para saber la cantidad de líquidos que se debe revelar del celuloide. A continuación, se utiliza una máquina que utiliza luz roja y diferentes químicos para plasmar toda la película en otra cinta (en este caso de poliéster). El procedimiento es bastante parecido al revelado fotográfico analógico. La nueva cinta será de poliéster.
3. (Paso opcional). Se rescata a través de la impresión óptica. Esta técnica permite que, a través de una máquina, se pueda convertir un formato de película de 16 mm a 35 mm. En el caso de una película recién restaurada, se pueden hacer este paso para poder mejorar su soporte. Sin embargo, para poder hacer este paso se debe tener en cuenta los pequeños de detalles que caracterizan los 16 mm y 8 mm con el resto de formatos y las máquinas, tales como, las perforaciones, ya que actualmente no existen máquinas que utilicen este sistema. Por ello, este proceso se puede demorar tiempo.
4. (Paso previo al revelado si se quiere poner color). Se da paso a la corrección de color o etalonaje. Este paso se realiza cuando se pintan todas los fotogramas uno por uno o mediante una máquina especializada para ello. Los problemas que pueden surgir en este paso, pueden ser problemas de luz, puesto que las escenas necesitan conservar la luz original que se la ha dado a la cinta. Por ello, se apagan las luces a la hora de aplicar estas correcciones. Si la corrección es en digital, este paso iría luego de la digitalización.
5. Con la película restaurada, se le desarrolla una digitalización para poner tenerla disponible en dicho formato. Esto se desarrolla con ayuda de un software con la implementación de un escáner. Y con este, el poder aumentar la calidad de la película en digital, corrección de color o mejora de encuadre. Y fin de la restauración.[9][10][11]

Un dato a tener en cuenta es que las películas se pasan a poliéster, ya que este material es de los más duraderos y fáciles de conservar.

## Datos extras de la conservación de películas
- Cualquier tipo de cinta de celuloide es posible preservarla, a no ser que su estado sea tan deteriorado que sea imposible la restauración.
- La restauración de películas genera parte de problema, ya sean económicos o de espacio, por consiguiente, no todas las películas han sido restauradas.
- La CINAIN (Cinemateca y Archivos de la imagen nacional) es un ente autárquico y autónomo que se encarga del control del patrimonio cultural de filmes y en su preservación[12]
- La ley de CINAIN  que propuso en relación con la conservación de las películas fue una declaración de emergencia de la pérdida de películas mudas entre otras. Esta ley fue sancionada en 1999
- Más de la mitad del cine mudo y sonoro no se ha podido restaurar
- La escuela de restauración con más prestigio a nivel mundial es la «Film Preservation and Restoration School».[13]